# Ehemaliges Notariat Dudeldorf
Das ehemalige Notariat ist ein um 1830 erbautes klassizistisches Wohnhaus in Dudeldorf, das unter Denkmalschutz steht.
Der Putzbau mit Sandsteingliederung wurde um 1830 vor dem Untertor errichtet. Der Baum bestandene Garten ist von einer erneuerten Bruchsteinmauer umgeben. Vor ihm laufen fünf Straßen zusammen. In der Mitte der streng symmetrisch gegliederten Fassade öffnet sich das große, rechteckig gerahmte Portal. Die Fenster sind durch Sohlbankgesimse verbunden. Dem Walmdach ist ein Zwerchgiebel vorgesetzt, in dem sich drei gekuppelte, ein Palladio-Motiv formende Fenster öffnen. Beim Bau des historisierenden, Gartenhauses 1984 wurde das Oberlichtportal das abgebrochenen ehemaligen Maximiner Hofs in Oberweiler wiederverwendet.

## Eigentümer
- Otto Karl Wilhelm Adolf Keunelte zu Dudeldorf von 1865 bis 1876
- Georg Wilhelm Mondorff (Bürgermeister) von 1877 bis 1885
- Georg Wilhelm Clemens (Gutsbesitzer) von 1886/87 bis 1935
- Georg Bernhard Clemens (Gutsbesitzer) von 1936 bis 1937
- Raiffeisen- und Darlehnsbank Dudeldorf von 1938 bis 1965
- Katharina Kettmus geb. von Tischkowsky von 1966 bis 1976
- Ehel. Josef Und Edith Pallien geb. Brück seit 1977